# Aachenosaurus
Aachenosaurus („Echse von Aachen“) galt Ende des 19. Jahrhunderts als eine Gattung von Dinosauriern. Da es sich bei den Fossilien, die der wissenschaftlichen Beschreibung als Grundlage dienten, um versteinertes Holz handelt, gilt Aachenosaurus als ein Nomen dubium.
Am 31. Oktober 1888 fand Abbé Gerard Smets in der Nähe von Aachen bei Moresnet im deutsch-belgischen Grenzgebiet Fossilien, die er für Kieferfragmente eines Hadrosauriers hielt. In seiner wissenschaftlichen Beschreibung gab er ihm den Namen Aachenosaurus multidens. Smets rekonstruierte das Tier als einen bipeden, etwa 4,5 Meter langen Dinosaurier, der mit Rückenplatten versehen war. Doch noch im selben Jahr erkannte der Belgier Louis Dollo, dass es sich bei dem Fund um versteinertes Holz handelte. Smets zweifelte daraufhin Dollos Kompetenz an und führte die Paläontologen George Boulenger und Richard Lydekker als Unterstützer seiner Interpretation an. In der von ihnen veröffentlichten wissenschaftlichen Arbeit schlossen sie sich jedoch Dollos Auffassung an. Smets zog sich daraufhin weitgehend aus der Paläontologie zurück.